# Paramesius belytoides
Paramesius belytoides is een vliesvleugelig insect uit de familie van de Diapriidae. De wetenschappelijke naam van de soort is voor het eerst geldig gepubliceerd in 1867 door Marshall.